# 不退寺

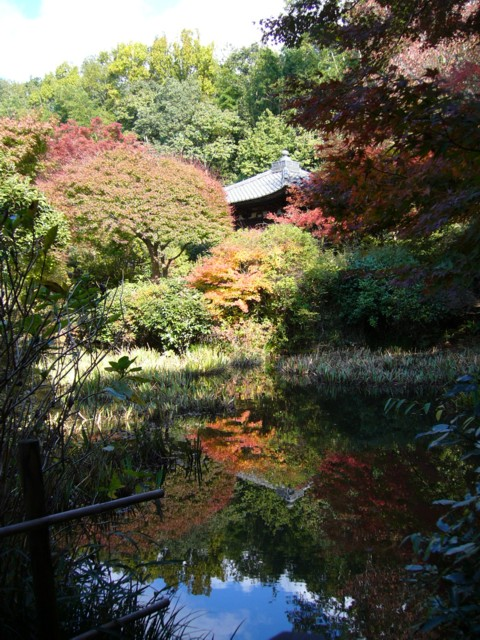
境内　多宝塔を望む

不退寺（ふたいじ）は、奈良県奈良市法蓮町にある真言律宗の寺院。山号は金龍山。本尊は聖観音（業平観音とも呼ばれる）。寺号は詳しくは不退転法輪寺と称する。

## 概要
仁明天皇の勅願を受け、平城天皇萱の御所跡に在原業平が開基したと伝わる。その由緒から「業平寺」とも呼ばれる。平城天皇の第1皇子阿保親王の菩提所である。
奈良市街北部に位置し、南方を関西本線が斜めによぎる。境内には四季折々、レンギョウ、椿、カキツバタ、菊などが咲き乱れ、晩秋には紅葉、ナンテンなどが見られる。

## 歴史
近世の地誌類が伝える縁起によれば、大同4年（809年）、平城天皇が譲位してのちこの地に隠棲し「萱の御所」と称する屋敷を創建したのがそもそもの始まりとする。その後平城天皇の皇子である阿保親王、更に阿保親王の5男である在原業平が暮らしたという。
業平が伊勢神宮を参詣した時に受けた神勅を機に、承和12年（845年）、仁明天皇の詔を奉って承和14年（847年）、萱の御所を寺に改めて業平が自ら聖観音像を刻み、「不退転法輪寺」と号して阿保親王の菩提を弔い、仁明天皇の勅願所となったのが、寺院としての始まりと伝えられている。
寺の近辺からは平安時代前期の古瓦や木簡が出土しており、創建がその頃までさかのぼることは認められるが、中世以前の沿革はあまり明らかでない。
確実な史料における不退寺の初見は『三代実録』に、貞観2年（860年）10月15日、真如親王が平城京内の田地を不退寺に施入したとみえるものである。真如親王（法親王）は出家前の名を高岳親王といい、平城天皇の皇子、阿保親王の弟にあたる。このことから、不退寺は伝承どおり平城天皇所縁の寺であると推定される。
平安時代末期の養和元年（1181年）、平重衡による南都焼討のために諸堂が炎上し、鎌倉時代になってから西大寺の興正菩薩叡尊によって再興され、中世から近世にかけては西大寺及び興福寺一乗院双方の末寺とされ、二重の支配を受けた。またこの頃には浄名院・不動院・長老坊という塔頭があったようである。
江戸時代の慶長7年（1602年）には江戸幕府により寺領50石が安堵されており、天和3年（1683年）には七堂伽藍が軒を並べていた。しかし、江戸時代中期ごろから衰微し始め、上記の塔頭も廃絶した。
幕末からは無住となり、西大寺三光院の住職が兼務をしていたようである。1872年（明治5年）から数年のうちには老朽化していた多宝塔の上層部を取り払っているが、1885年（明治18年）、品川弥二郎によって瑞景寺の庫裏が移築されている。
1873年（明治6年）から1923年（大正12年）までは完全に無住となり、西大寺住職が兼務するようになった。しかし、1923年（大正12年）に住職が入り、1930年（昭和5年）4月に久邇宮邦英王（後の青蓮院門跡東伏見慈洽）が見学にきてその窮状を見聞するや国と話を付けて国庫補助が下りることとなった。こうして1930年（昭和5年）に本堂が、1934年（昭和9年）には多宝塔と南門が解体修理された。

## 境内

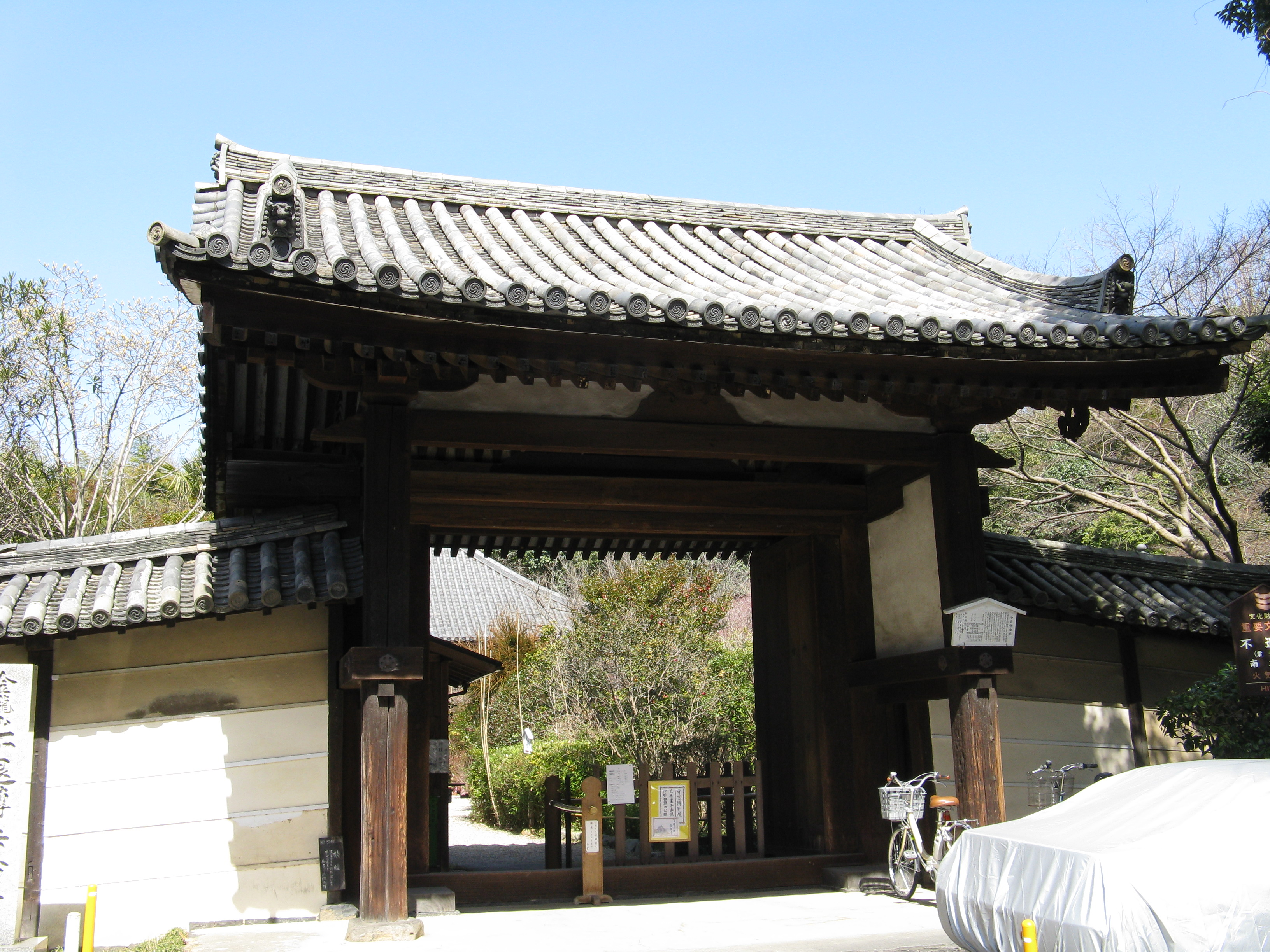
南門（重要文化財）

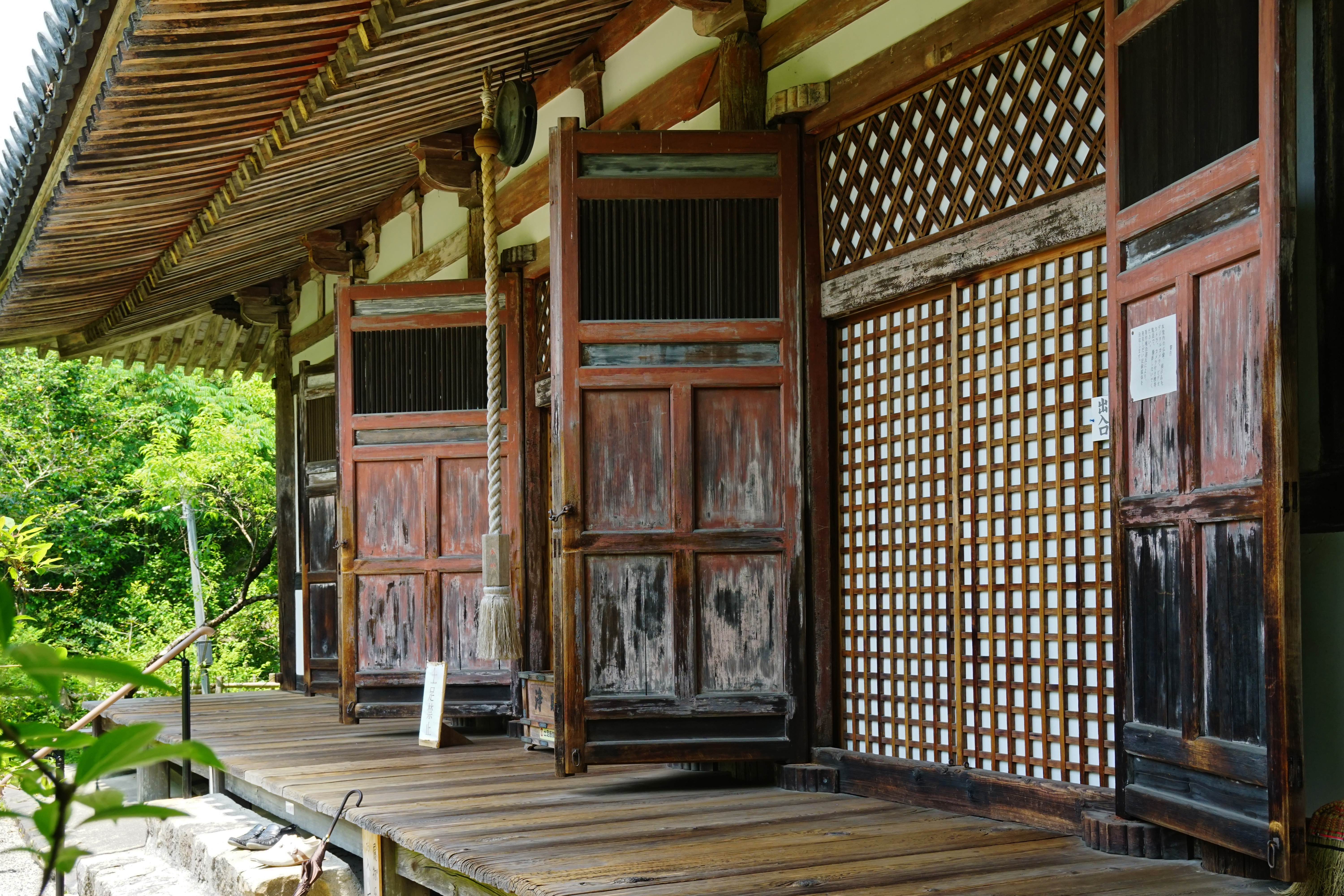
本堂（重要文化財）

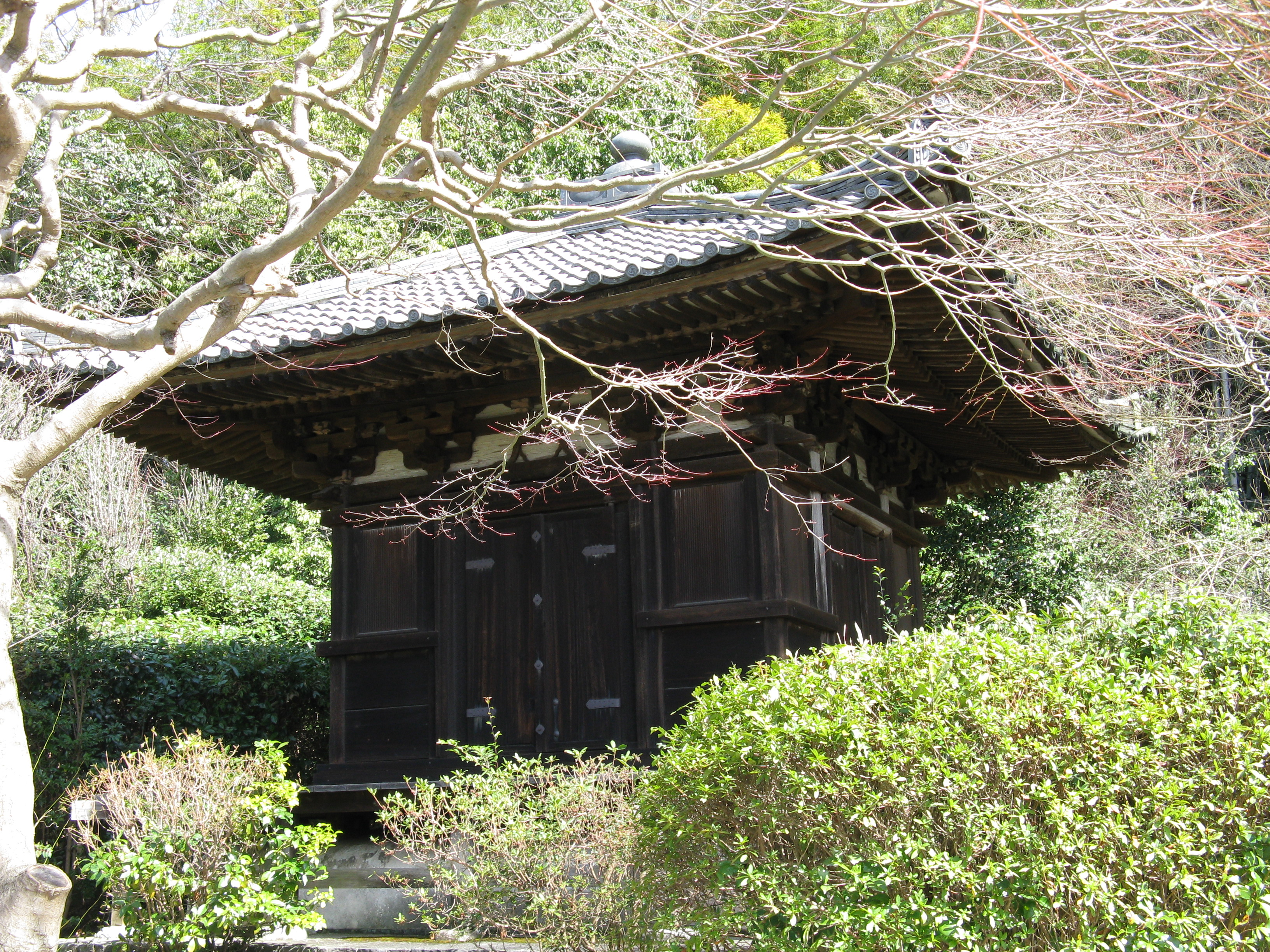
多宝塔（初層のみ残存、重要文化財）

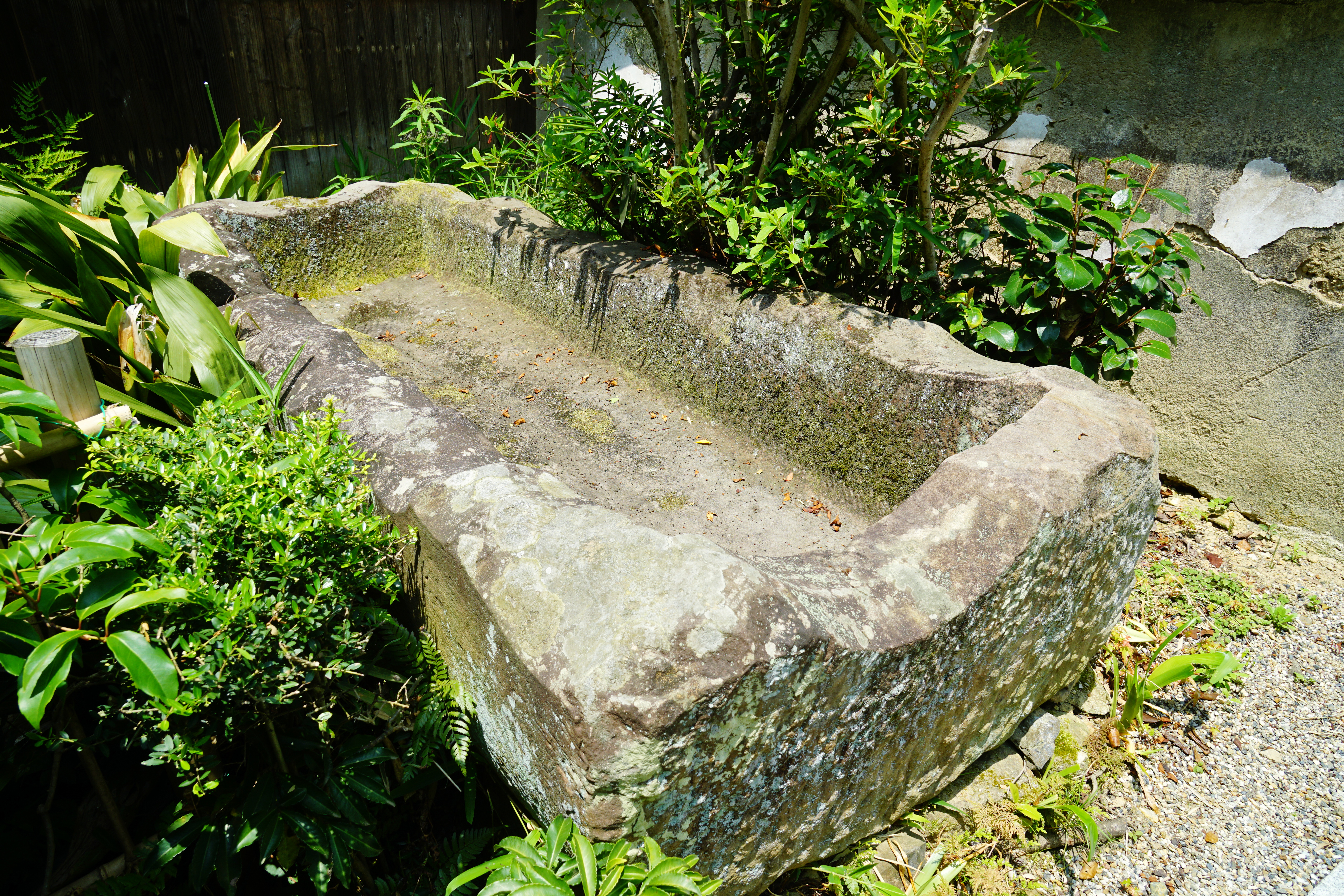
石棺

- 本堂（重要文化財） - 南北朝時代から室町時代前期の建立。和様風建築。正面5間、側面4間。寄棟造・本瓦葺。正面3間、側面2間の身舎（もや）の周囲に1間の庇をめぐらした（三間四面）古代以来の平面形式をもつが、堂内に入ると、奥の内陣と手前の外陣（礼堂）に区画された中世仏堂に一般的な形式となっている。正面と背面の頭貫（かしらぬき）は、中央の柱間の部分のみ、ゆるいカーブを付けて虹梁形としており、この形式の早い例とされる。
- 多宝塔（重要文化財） - 鎌倉時代に建立された不退寺で最古の建物。初層のみで上層と相輪を欠いており、現状は宝形造単層の仏堂にみえるが、建立当初は檜皮葺きの二層の多宝塔であった。「大和名所図会」によれば、寛政年間（1789年 - 1801年）には檜皮葺きの上層部があったが、明治時代初期に取り払われ、現在は初層のみが残っている。
- 庫裏 - 1885年（明治18年）に品川弥二郎によって瑞景寺から移築されたもの。
- 石棺 - 5世紀のもの。ウワナベ古墳付近にて発掘されたもの。庫裏北側に置かれている。
- 南門（南大門、重要文化財）[1] - 鎌倉時代末期、正和6年（1317年）の建立で、切妻造・本瓦葺の四脚門。冠木上には笈形調の装飾が見られる。様式は桃山時代の先駆とされる。1934年（昭和9年）の修理時、多くの墨書銘が確認された。

## 文化財

### 重要文化財
- 南門（南大門）[1]
- 本堂
- 塔婆（多宝塔）
- 木造聖観音立像 - 本堂安置。寺伝に在原業平の作というが、様式的には平安時代中期、10 - 11世紀頃の作とみられる。一木彫で、胡粉地に極彩色を施す。右腕、左腕の肘から先、足先などは後補である。現在は独尊像として安置されているが、元来は三尊像の脇侍として造立されたものと推定され、文化庁保管の木造聖観音立像（セゾン現代美術館旧蔵、重要文化財）は、作風からみて、本像と本来一対をなしていたものとみられる[2]。頭部に２つのリボンのようなものが付いている珍しい作風である。
- 木造五大明王像 - 本堂安置。不動明王像と他の四明王像（降三世明王、軍荼利明王、大威徳明王、金剛夜叉明王）とでは作風が異なり、前者は鎌倉時代後期、後者は平安時代後期の作である。五大明王像は激しい忿怒の相を表すのが一般的だが、不退寺像は表情、ポーズともに穏やかにつくられている。
- 金銅舎利塔 - 奈良国立博物館に寄託。外側の厨子部分のみが残り、厨子内に安置されていた五輪塔形舎利容器は1952年（昭和27年）に盗難に遭って行方不明である。

### 奈良県指定有形文化財
- 阿保親王坐像 - 鎌倉時代作。

## 前後の札所
大和北部八十八ヶ所霊場
17 大森大師堂（廃寺）　-　18 不退寺　-　19 海龍王寺

## アクセス
- 近鉄新大宮駅より約1km（徒歩13分）
- JR大和路線奈良駅・近鉄奈良駅より奈良交通バス（西大寺駅・航空自衛隊行き）「一条高校前（不退寺口）」下車、徒歩7分
- 近鉄大和西大寺駅より奈良交通バス（JR奈良駅・白土町行き）「不退寺口」下車、徒歩7分

拝観は午前9時 - 午後5時。

## 周辺
- 平城京跡
- 海龍王寺
- 法華寺